# Gastronomía de Mecklemburgo-Pomerania Occidental

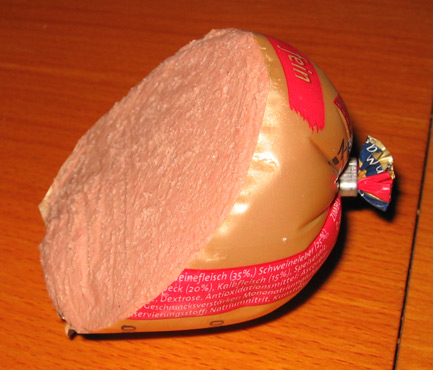
Una sección de una Leberwurst (Embutido de hígado) lista para untar en pan.

La Gastronomía de Mecklemburgo-Pomerania Occidental corresponde a una parte de la cocina alemana centrada en las costumbres culinarias de las poblaciones residentes en la región histórica de Mecklemburgo y Pomerania Occidental, así como la línea costera del Mar Báltico. Esta área no contiene puntos alpinos, ni en montañas, por lo tanto se determina bien los ingredientes habituales. 

## Ingredinentes
En el terreno de los pescados se tiene la anguila (Aal) que se come ahumada y el arenque preparado en vinagre: Bismarckhering y el Rollmops. 

## Platos Principales

### Platos
- Leberwurst
  - Topfleberwurst
- Schmorwurst

### Postres
- Götterspeise

### Bebidas
- Cerveza
- Köm (Kümmelschnaps)
- Grog
- Sanddornsaft (espino amarillo)

## Links
- Wikimedia Commons alberga una categoría multimedia sobre Gastronomía de Mecklemburgo-Pomerania Occidental.

- Datos: Q882594
- Multimedia: Cuisine of Mecklenburg-Vorpommern / Q882594